# Плевенски височини
Плевенските височини са плоско възвишение в Северна България, Средната Дунавска равнина, по-голямата част в област Плевен, а южната част в област Ловеч.
Плевенските височини се издигат в централната южна част на Средната Дунавска равнина и са разположени между реките Вит на запад, Осъм на североизток, изток и югоизток и Тученица и Чернялка на юг и югозапад. Представляват дъга, дълга около 30 km и широка до 10 – 15 km, изпъкнала на североизток и изток. На запад се спускат стръмно към долините на реките Вит и Тученица, а на североизток и изток – с полегати склонове към долината на река Осъм. На юг, в землището на село Слатина, Плевенските височини се свързват с възвишението Слатински венец.
Релефът им е хълмист, разчленен от река Тученица и други малки притоци на Вит и Осъм. Максимална височина е връх Средния връх (Мачугански геран) (316,9 m), разположен на 1,3 km западно от село Згалево.
Възвишението е изградено от палеогенски глинесто-песъчливи скали. В долините на реките се разкриват горнокредни варовици, които по-високите места са припокрити с льосови образувания.
Климатът е умерено-континентален със сравнително студена зима и топло лято. От възвишението във всички посоки се спускат малки и къси реки, притоци на Вит и Осъм. Най-големи от тях са Тученица (десен приток на Вит) и Шаварна (ляв приток на Осъм).
Почвите са основно излужени черноземни и тъмносиви горки почви, върху които се развива интензивно земеделие – основно зърнени култури. На отделни по-високи места има малки площи с дъбови гори.
В западното подножие на височините е разположен град Плевен, а по високите им части селата Върбица, Гривица, Радишево, Тученица, Бохот, Згалево и Пелишат.
През средата на Плевенските височини от запад на изток преминава участък от първокласен път № 3 Ботевград – Плевен – Бяла и част от трасето на жп линията София – Плевен – Горна Оряховица, а от юг на север – участък от второкласен път № 34 Плевен – Никопол.
Част от Плевенските височини попадат в защитената местност „Кайлъка“.

## Топографска карта
- Лист от карта K-35-14. Мащаб: 1 : 100 000.
- Лист от карта K-35-26. Мащаб: 1 : 100 000.